# Eguria ornata
Eguria ornata är en fjärilsart som beskrevs av Charles Oberthür 1884. Eguria ornata ingår i släktet Eguria och familjen tandspinnare. Inga underarter finns listade i Catalogue of Life.